# 최현숙
최현숙(崔賢淑, 1957년 10월 8일 ~ )은 대한민국의 작가이다. 전라북도 남원시 출신으로, 덕성여자대학교에서 가정학을 전공했다. 민주노동당에서 성소수자위원회장을 맡았으며, 주로 여성과 노년에 대한 글을 집필했다.
2008년 총선에 레즈비언으로 커밍아웃하여 서울 종로구에 출마했고, 2009년 진보신당 부대표에 출마했다.

## 저서
- 《천당허고 지옥이 그만큼 칭하가 날라나?》 (이매진) 2013년 11월 ISBN 979-11553102-5-0
- 《막다른 골목이다 싶으면 다시 가느다란 길이 나왔어》 (이매진) 2014년 12월 ISBN 979-11553106-0-1
- 《할배의 탄생 (어르신과 꼰대 사이, 가난한 남성성의 시원을 찾아)》 (이매진) 2016년 10월 ISBN 979-11553107-7-9
- 《삶을 똑바로 마주하고 (최현숙의 사적이고 정치적인 에세이)》 (글항아리) 2018년 11월 ISBN 978-89673555-4-8
- 《할매의 탄생 (우록리 할매들의 분투하는 생애 구술사)》 (글항아리) 2019년 6월 ISBN 978-89673563-9-2
- 《작별일기 (삶의 끝에 선 엄마를 기록하다)》 (후마니타스) 2019년 9월 ISBN 978-89643733-3-0

공저
- 《이번 생은 망원시장 (여성상인 9명의 구술생애사)》 (글항아리) 2018년 3월 ISBN 978-89673550-8-1
- 《노년 공감 (청춘과 함께 오늘을 살아가고, 내일을 꿈꾸는 우리 시대 노년의 굿라이프)》 (정한책방) 2018년 12월 ISBN 979-11876853-0-2

## 칼럼
- 지와 사랑 - 헤르만 헤세 [최현숙의 내 인생의 책]

## 역대 선거 결과
| 실시년도 | 선거  | 대수 | 직책     | 선거구      | 정당     | 득표수  | 득표율         | 순위 | 당락 | 비고 |
| -------- | ----- | ---- | -------- | ----------- | -------- | ------- | -------------- | ---- | ---- | ---- |
| 2008년   | 총선  | 18대 | 국회의원 | 서울 종로구 | 진보신당 | 1,138표 | \| \| 1.61% \| | 4위  | 낙선 |      |
|          | 1.61% |      |          |             |          |         |                |      |      |      |